# Club Deportivo Azogues
El Deportivo Azogues fue un equipo de fútbol ecuatoriano, cuya sede estaba en la ciudad de Azogues, provincia del Cañar. Fundado el 25 de mayo de 2005. Jugó hasta la temporada 2015 en la Serie B de Ecuador donde terminó descendiendo a la Segunda Categoría y desapareció en 2016.
Estuvo afiliado a la Asociación de Fútbol Profesional del Cañar, hasta que por insolvencias económicas, sueldos impagos y estafas de sus dirigentes, fueron desafiliados de la FEF. Posteriormente el club fue disuelto.
Junto con el Municipal Cañar son los dos equipos de la provincia del Cañar que participará en el fútbol profesional ecuatoriano solo en el Campeonato Provincial de Segunda Categoría del Cañar.
Sus clásicos rivales eran Deportivo Cuenca (con quien conformaba el Clásico del Austro) y Municipal Cañar (con quien conformaba el Clásico Cañari).

## Historia
El club nace de la idea de formar un equipo propio de la ciudad. En la provincia del Cañar (donde Azogues es la capital) solo había pocos equipos, como el Municipal Cañar y el Deportivo Biblián, que siempre han intentado ascender a la Serie B del campeonato y no lo habían logrado. 
A inicios de 2005, el alcalde de la ciudad, Víctor Molina, reunió a un grupo de emprendedores interesados en este proyecto y lograron plasmarlo. Para la elección del nombre, los colores del uniforme y el símbolo se realizó una asamblea y decidieron por unanimidad nombrarlo Deportivo Azogues, el color verde de su uniforme es representativo de la bandera de esa ciudad y el guacamayo como ídolo simbólico. Además contrataron como primer entrenador a Janio Pinto, originario de Brasil.
Posteriormente se realizó la inscripción en la Federación Ecuatoriana de Fútbol, quedando así habilitados para jugar el torneo de 
ascenso del Campeonato Ecuatoriano de Fútbol, la llamada Segunda División. En ese mismo año (2005) quedó campeón de la categoría, ascendiendo a la Serie B. En aquella temporada (2006) volvió a quedar campeón, llegando a la Serie A en ese mismo año. En la siguiente temporada (2007) el Deportivo Azogues estuvo a punto de clasificar a la Copa Libertadores y pudo haber sido el primer equipo cañari en llegar a la Copa Libertadores, rematando en un honroso cuarto lugar de la liguilla final. Sin embargo, en el 2008 descendió a la Serie B, en el año 2015 bajó a Segunda Categoría. y no se presentó a jugar en 2016.
Fue el primer y único equipo en ganar todas las categorías de ascenso de la Serie A del Campeonato Nacional de Fútbol Ecuatoriano en forma consecutiva.

## Uniforme
- Uniforme titular: Camiseta verde con detalles blancos y rojos, pantalón verde, medias verde.

- Uniforme alternativo: Camiseta blanco con detalles verdes y rojos, pantalón blanco, medias blanco.

### Evolución
| 2005 | 2006 | Uniforme Titular 2007 | Uniforme Alterno 2007 | Uniforme Titular 2008-2010 | Uniforme Alterno 2008-2010 |  |

| Uniforme Titular 2011 | Uniforme Alterno 2011 | Uniforme Titular 2012 | Uniforme Alterno 2012 | Uniforme Titular 2013 | Uniforme Alterno 2013 |  |

| Uniforme Titular 2014 | Uniforme Alterno 2014 |

### Auspiciantes
- Actualizado al 2015

La camiseta actual lleva la marca de Boman, empresa ecuatoriana de confección y distribución de accesorios deportivos, con la cual el club mantiene vínculo en 2015.
Esta es la cronología de las marcas y patrocinadores de la indumentaria del club.
Las siguientes tablas detallan cronológicamente las empresas proveedoras de indumentaria y los patrocinadores que ha tenido el Deportivo Azogues desde el año 2005 hasta 2015:
| Período   | Proveedor   |
| --------- | ----------- |
| 2005      | Frada Sport |
| 2006-2010 | Wilson      |
| 2011-2013 | Rodeport    |
| 2014      | Reusch      |
| 2015      | Boman       |

| Período   | Patrocinador                                                           |
| --------- | ---------------------------------------------------------------------- |
| 2005      | Cementos Guapan                                                        |
| 2006      | Movistar; Corporación M.S. Prieto                                      |
| 2007      | Corporación M.S. Prieto                                                |
| 2008-2009 | Cementos Guapan                                                        |
| 2010-2013 | Sin Patrocinador                                                       |
| 2014      | Humany Care                                                            |
| 2015      | [[Archivo:\|20x20px\|border\|Bandera de Azogues]] Municipio de Azogues |

## Estadio
Cuando el equipo se encontraba en el torneo zonal de ascenso y en la Serie B, utilizaba el Estadio Federativo de Azogues con capacidad de aproximadamente 4.000 personas. 
Para la Serie A del año 2006, por requerimientos de la Federación Ecuatoriana de Fútbol se obligó a buscar otro escenario de mayores prestaciones. Ante esta situación se volvió la mirada hacia el Estadio Municipal Jorge Andrade Cantos que se encontraba en completo abandono y avanzado deterioro. Tras días completos de trabajos se consiguió readecuarlo. Tiene un aforo de 17.000 espectadores (con posibilidad de expansión) y fue reinaugurado el 20 de agosto de 2006, efectuándose el juego entre Deportivo Azogues - Barcelona. Cuenta con luminarias y una pantalla led de última tecnología.

## Datos del club
- Puesto histórico: 34.° (34.° según la RSSSF)[4]
- Temporadas en Serie A: 3 (2006-II-2008).[5]
- Temporadas en Serie B: 8 (2006-I, 2009-2015).[5]
- Temporadas en Segunda Categoría: 1 (2005).
- Mejor puesto en la liga: 4.° (2007).
- Peor puesto en la liga: 12.° (2008).
- Mayor goleada a favor en torneos nacionales:
  - 5 - 0 contra Técnico Universitario (3 de mayo de 2008).[6]
- Mayor goleada en contra en torneos nacionales:
  - 4 - 1 contra Macará (22 de julio de 2006).[7]
- Máximo goleador histórico:
- Máximo goleador en torneos nacionales:
- Primer partido en torneos nacionales:
  - El Nacional 3 - 1 Deportivo Azogues (7 de julio de 2006 en el Estadio Olímpico Atahualpa).[7]

## Palmarés

### Torneos nacionales
| Competición                      | Títulos | Subcampeonatos |
| -------------------------------- | ------- | -------------- |
| Serie B de Ecuador (1)           | 2006-I. |                |
| Segunda Categoría de Ecuador (1) | 2005.   |                |

### Torneos provinciales
| Competición                     | Títulos | Subcampeonatos |
| ------------------------------- | ------- | -------------- |
| Segunda Categoría del Cañar (1) | 2005.   |                |